# ادینیو (بازیکن فوتبال، زاده ۱۹۹۴)
ادینیو (انگلیسی: Edinho؛ زادهٔ ۸ اوت ۱۹۹۴) بازیکن فوتبال اهل برزیل است.
از باشگاه‌هایی که در آن بازی کرده‌است می‌توان به باشگاه فوتبال اتلتیکو مینیرو اشاره کرد.